# Compsibidion psydrum
Compsibidion psydrum là một loài bọ cánh cứng trong họ Cerambycidae.